# Museo de Historia Natural de Nepal
El Museo de Historia Natural de Nepal (en nepalí: प्राकृतिक इतिहास संग्रहालय नेपाल) es un edificio que está situado cerca del sitio del patrimonio mundial de Swayambhunath. El museo fue creado en 1975. Desde entonces el museo ha reunido 50 mil ejemplares de la flora y fauna del país asiático de Nepal.
El Museo de Historia Natural de Nepal ha publicado anualmente una revista desde 1977. La revista, titulada el Diario del Museo de Historia Natural, es la revista más antigua sobre la naturaleza en Nepal. El museo también ha publicado numerosos libros y guías de campo sobre la vida silvestre de Nepal .
El museo es una autoridad científica de la fauna de la CITES (Convención sobre el Comercio Internacional de Especies Amenazadas de Fauna y Flora Silvestres) en Nepal. Lleva a cabo programas de capacitación en temas relacionados con la CITES para los profesores, los estudiantes y las personas que trabajan en el sector de la conservación en Nepal. 